# Alexanderstraat (Den Haag)
De Alexanderstraat is een straat van de wijk Willemspark in Den Haag.
De Alexanderstraat loopt tussen de Mauritskade en de Javastraat en kruist de Sophialaan. De straat is breed en bestaat uit twee delen, in het midden bevindt zich het Plein 1813, geplaatst in 1863. De Alexanderstraat maakt deel uit van het beschermd stadsgezicht 'Archipelbuurt en Willemspark II'.

## De straat

### De straatnaam
De straat werd vernoemd naar Prins Alexander (1818-1848), de jong overleden tweede zoon van Willem II. Eerder waren al het Alexanderveld en de Alexanderkazerne naar de prins vernoemd. De Sophialaan is vernoemd naar Sophie der Nederlanden, de enige dochter van Willem II.

### Het oude deel
Het oudste deel begint bij de Mauritskade, waar een brug over de voormalige stadssingel de Alexanderstraat verbindt met de Parkstraat, die doorloopt tot het Lange Voorhout. Naast de brug zijn Alexanderstraat 1 en 2, deze liggen verdiept in de tuin en werden voor familieleden van de architect gebouwd.
De huizen in het oudste deel van de straat werden rond 1859 gebouwd door Cornelis Krulder (1817-1883) en zijn zwager Jacobus Delia. Het zijn blokken van twee of drie huizen, alle gebouwd in dezelfde symmetrische stijl. Het zijn tegenwoordig allemaal kantoren. Op nummer 12 is de ambassade van Italië.

### Het nieuwe deel
Het nieuwste deel van de Alexanderstraat ligt tussen het Plein 1813 en de Javastraat. Op het Plein 1813 staat het monument ter nagedachtenis aan de stichting van het Koninkrijk der Nederlanden en de overwinning op Napoleon.
De huizen in het nieuwste deel van de straat zijn gebouwd door verschillende architecten, maar hebben eveneens een statige uitstraling. Hier is onder andere de residentie van de Griekse ambassadeur en op de hoek van de Javastraat is de Poolse ambassade.

## Verkeer
Toen de Alexanderstraat werd aangelegd bestond de Sophialaan al, want deze laan met oude paardenkastanjes leidt van de Zeestraat naar de stallen van koning Willem II in de Nassaulaan. Toen Willem II overleed, bleek hij veel schulden te hebben en werd het Willemspark verkocht aan de gemeente Den Haag om er een villawijk te bouwen. In 1885 werd de Javastraat verbreed en verhard en vanaf die tijd is de Alexanderstraat een drukke straat. Verkeer dat uit het centrum kwam en naar de Scheveningseweg wilde gaan, nam niet meer het Noordeinde en de Zeestraat, maar ging vanaf toen over de Alexanderstraat en de Javastraat. 
In 1864 reed de eerste paardentramlijn in de Benelux tussen Den Haag en Scheveningen. Via de Sophialaan. In 1876 werd de route verlegd naar waar hij nu nog is, de Alexanderstraat. In 1905 werd dit de elektrische lijn 8. Die reed hier tot in 2003. In 1912 kwam tramlijn 13 (1e) er bij; die werd in 1916 vervangen door tramlijn A; de enige elektrische lijn met letter. In 1927 werd dit lijn 1 (2e). Alleen in 1912 ging ook tramlijn 15 (1e) door de straat rijden. In 1948 kwam opnieuw tramlijn 15 (4e). Lijn 1 en 15 werden in 1958 opgeheven. In 1928 kwam tramlijn 21 er bij. Die werd in 1937 vernummerd in lijn 2 (2e), en in 1942 opgeheven wegens aanleg Atlantikwall.
Na de Tweede Wereldoorlog werd het openbaar vervoer uitgebreid, en in de jaren vijftig reden enkele buslijnen, tramlijn 7 (Scheveningen-Centraal Station)(2e)(1976-2001) en 8 (Scheveningen-Hollands Spoor)(verlengd naar Vrederust vanaf 1976) In 2003 ging tramlijn 10 (3e) hier rijden, tot zijn opheffing in 2013. Tussen 2001 en 2003 reed tramlijn 17 (5e) er ook door de Alexanderstraat. De straat trilde daardoor zo hard dat schilderijen iedere week weer recht gehangen moesten worden. De moderne railsondersteuning heeft dat probleem opgelost.
Nu maakt de Alexanderstraat deel uit van het hoofdroutenet. Buslijnen 22, 24 en 28 en tramlijn 1 rijden door de straat.

## Huisnummers
Er zijn 26 huisnummers in de Alexanderstraat. Alle huizen vanaf nummer 3 en 4 tot aan het Plein 1813 werden door de zwagers Krulder en Delia in gelijke stijl gebouwd. De huizen tussen het Plein 1813 en de Javastraat, vanaf nummer 18 en 19, hebben verschillende architecten en stijlen. Toen het Plein 1813 op 17 november 1869 onthuld werd, was de straat klaar.

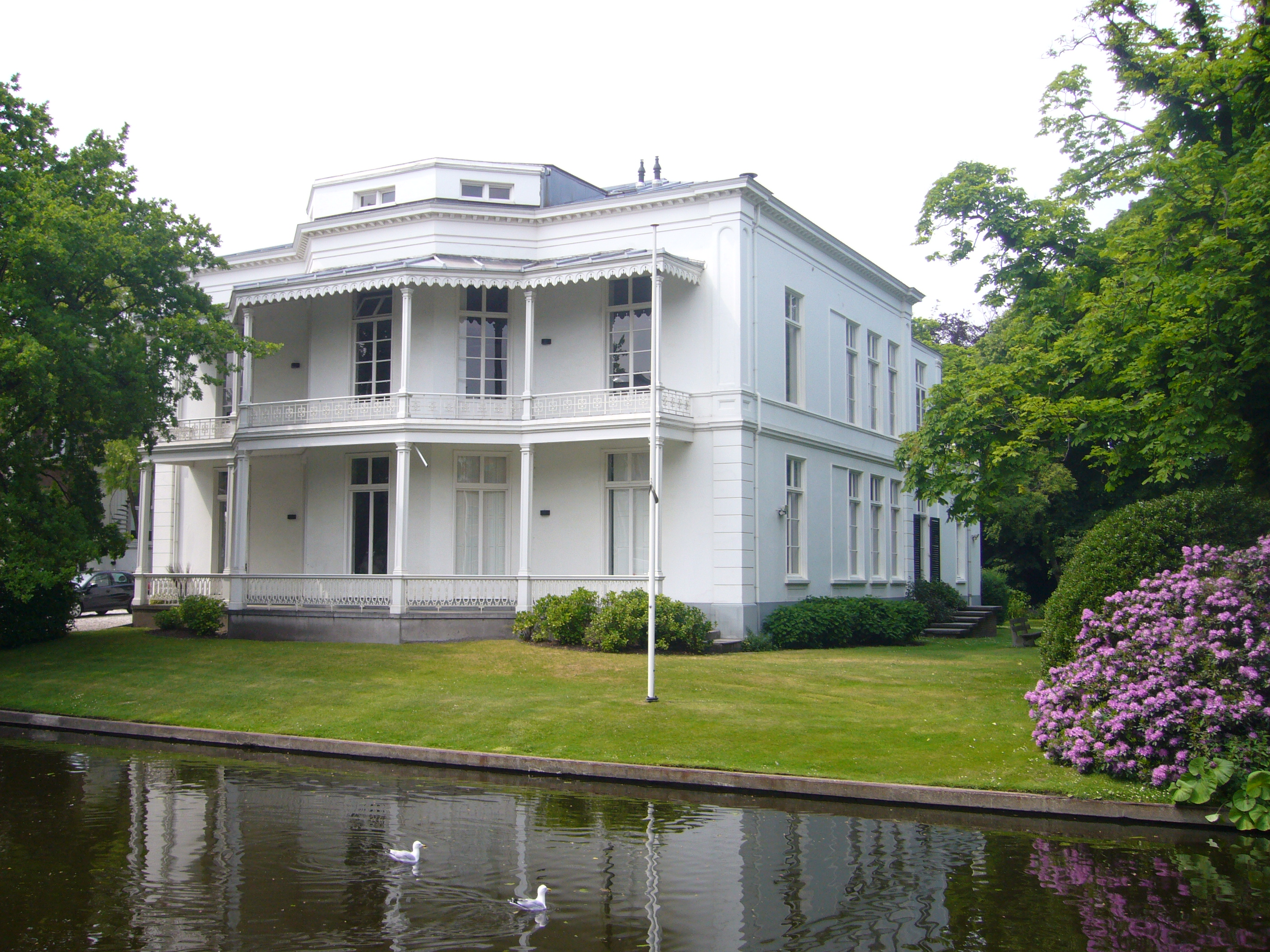
Alexanderstraat 1, voormalig huis van Peter Krulder

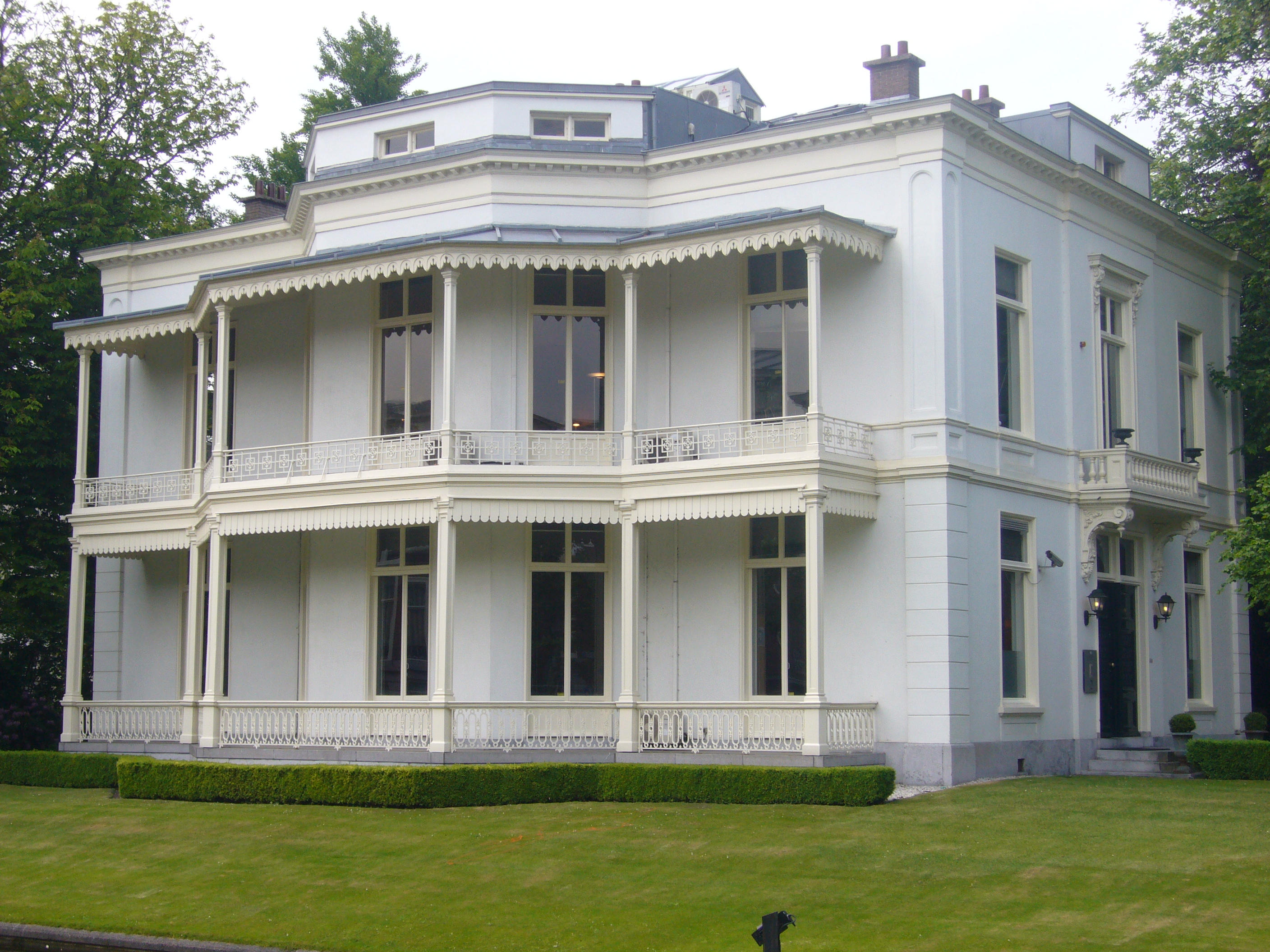
Alexanderstraat 2, voormalig huis van Jacobus Delia

- Op nummer 1 woonde Peter Krulder (1887-1957), zijn vader Cornelis Krulder liet het huis in 1860 ontwerpen door Elie Saraber. In 1900 werd het verbouwd tot bankgebouw, en tot 1994 werd het gebruikt als dagopvang voor geestelijk gehandicapte kinderen. Er is nu een architectenbureau.
- Op nummer 2 woonde Jacobus J. Delia, architect, zwager en compagnon van Cornelis Krulder; ook nummer 2 werd in 1860 ontworpen van Saraber. In 1902 werd het huis door de erven Rengers verkocht met enkele interessante voorwaarden. Zo werd vastgelegd dat nummer 4 zes ramen mocht hebben op de eerste en tweede verdieping, alle uitkijkend over de tuin van nummer 2. De eigenaars van nummer 2 mocht in de eerste 15 meter vanaf de stoep geen bomen planten die het licht uit die ramen zouden tegenhouden. Tevens kregen de eigenaars van nummer 6 het recht steigers te bouwen bij de gevel aan de kant van nummer 2 ten behoeve van herstelwerkzaamheden zonder dat de eigenaar van nummer 2 schadevergoeding mocht eisen. Toen de gemeente rond 1950 eigenaar was, werd het pand verhuurd aan bureaus voor Europese eenwording.
- Op nummer 3 was bankiershuis Furnée & Co., iets verderop was het kantoor van de Kroondomeinen.
- Nummer 4 was ook van Jacobus Delia, die op 17 december 1898 overleed. Zijn vrouw Neeltje Krulder was zijn erfgename. Na haar overlijden werd nummer 4 in 1906 door de erven voor 40.000 gulden verkocht aan Marie Amélie van Welderen barones Rengers - Hoevenaar (1854-1932). 
Voor de oorlog betrokken J.C.E. baron van Lynden, zijn echtgenote M.J. de Clerq en hun drie zonen dit pand. Tijdens de Tweede Wereldoorlog was op nummer 4 een 'service center' gevestigd, genaamd Tot Uw Dienst. Ze deden verhuizingen, die dienden als dekmantel voor transporten van wapens radiozenders en geld en bonnen van de verzetsbeweging. Vlak voor en vlak na de oorlog was het plaatselijk hoofdkantoor van de Koninklijke Marechaussee er gevestigd. In de muur grenzend aan de tuin van nummer 2 kwam een klein raampje met tralies, mogelijk was dat toen een gevangeniscel. Na de oorlog werd het een provisiekamer.
Haar dochter Wilhelmina Maria van Welderen barones Rengers (1885-1972) verkocht nummer 4 en 6 op 28 november 1952 aan J.C.C. baron van Till, partner van Landry & van Till in de Parkstraat. De riolering, die toen nog rechtstreeks in de Mauritskade loosde, werd op de Alexanderstraat aangesloten.
 Op 30 september 1976 werden nummer 4 en 6 en de eerste ernaast gelegen garage verkocht aan Simon Darby Europe BV.
- Nummer 6 werd enkele maanden later maar ook in 1906 gekocht door M.A. van Welderen barones Rengers - Hoevenaar. Rond 1930 woonde Jkvr. C. Sweerts de Landas Wyborch hier en later ook I. gravin van Lynden van Sandenburg. In de tuin van nummer 6 stond vroeger een koetshuis, later werd daar een tuinprieel gebouwd dat in 1950 werd afgebroken. Toen mevrouw Sweerts in 1952 overleed, verhuisde mevrouw van Lynden naar Amaliastraat 2.
- Op nummer 9 woonde Piet Aalberse, die namens de Katholieke Volkspartij in de Tweede Kamer zat, vanaf 1954. Hij heeft daar in ieder geval tot 1963 nog gewoond, voor hij in het begin van de jaren zestig verhuisde naar Dedelstraat 28.
- Op nummer 11 woonde in 1938 en 1939 J. Webb Benton, eerste secretaris van de Amerikaanse ambassade, en zijn moeder Sara Benton - Henry, weduwe van J. Watson Benton;
- Op nummer 12 woonde Jhr J. Schimmelpenninck; nu is hier het kantoor van de Italiaans ambassade, de residentie van de ambassadeur is in de Sophialaan.
- Op nummer 13 woonde S.E.W. graaf van Limburg Stirum, kamerheer en in zijn tijd als minister woonde Cornelis Lely op dit nummer;
- Op nummer 15 woonde J.M. de Booy, directeur van Shell, luitenant der Marine, met zijn echtgenote E.L. Thompson en hun dochter Elizabeth Henriette;
- Op nummer 16 woonde Jhr. dr. H.C. van der Wijck met zijn echtgenote Ch. P.L. Thurkow;

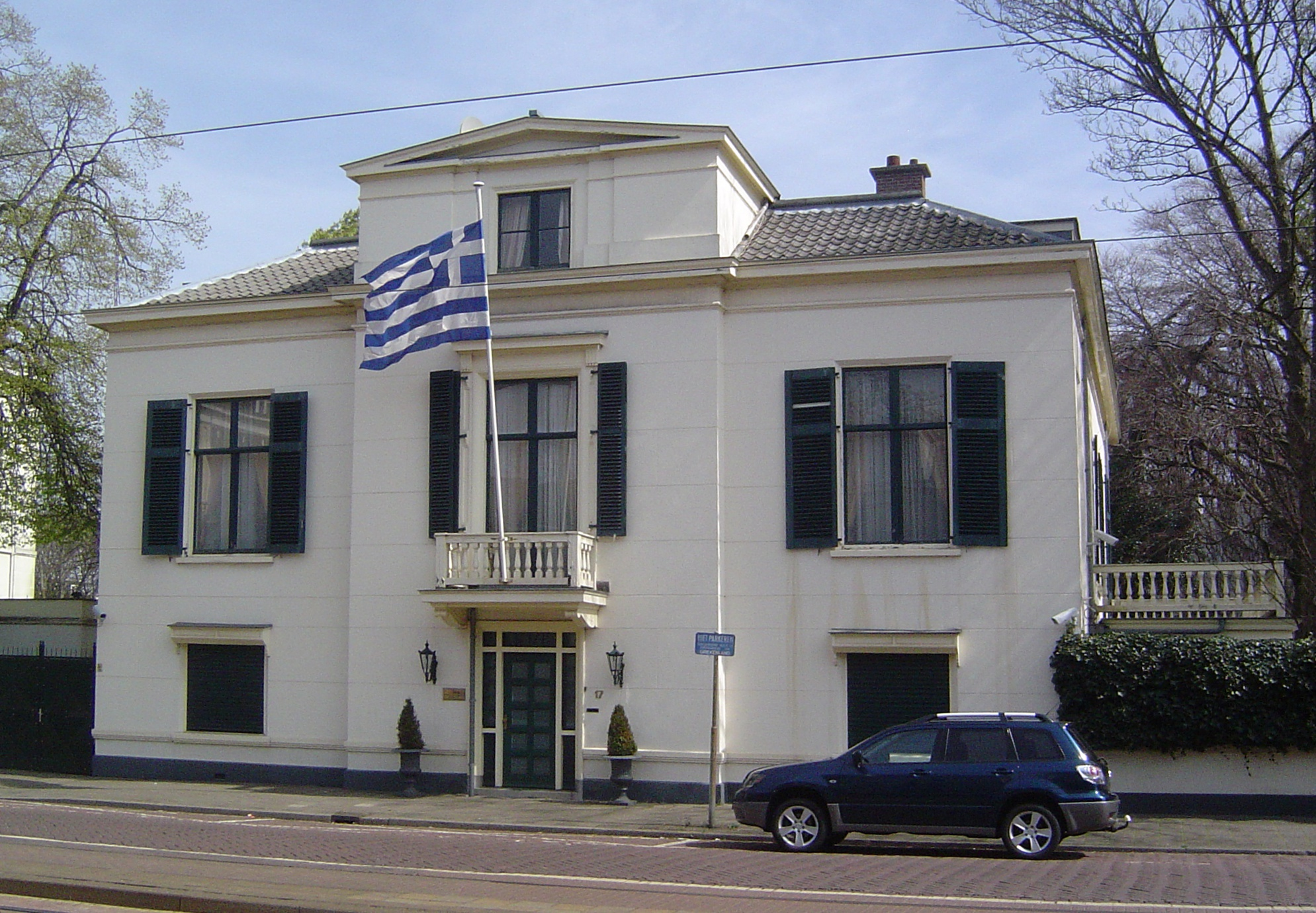
Alexanderstraat 17 met Griekse vlag

- Op nummer 17 woonde Adriaan Goekoop (1859-1914) met zijn ouders. In 1895 kocht deze bouwondernemer een stuk onbewoond duinlandschap van 73 ha. om er de eerste huizen van het Statenkwartier te bouwen.[3] Op 16 februari 1999 vond hier een gijzeling plaats. Wegens de arrestatie van Abdullah Öcalan gijzelden enkele Koerden de vrouw van de Griekse ambassadeur, haar achtjarige zoontje en een Filipijnse bediende. Na 24 uur werd de gijzeling vrijwillig beëindigd, maar de residentie had veel schade opgelopen. Later werd het huis bewoond door Dimitri Drossos, zaakgelastigde van de Griekse ambassade, en zijn opvolgers;
- Nummer 18: architect onbekend;
- Nummer 19 is een ontwerp van J.P.C. Swijser;
- Nummer 20 is een ontwerp van Q. Wennekers. Was tussen oktober 1934 en april 1941 het nationaal hoofdkwartier van De Nederlandsche Padvinders;
- Nummer 21 werd rond 1860 gebouwd en is een ontwerp van J.P.C. Swijser;
- Op nummer 22 woonde onder andere in 1938 en 1939 Roger-Marie-Jean de Mascureau (17 november 1892- 1965) met zijn echtgenote Louise Marie Marguerite Rose Lenouvel en vijf kinderen. Hij was militair attaché van Frankrijk; tijdens de Eerste Wereldoorlog was hij al kapitein, in 1944 werd hij bevorderd tot kolonel.[4]
- Op nummer 23 is een ontwerp van J.P.C. Swijser; hier woonde Sir Cecil Hurst, vicepresident van het Permanent Hof van Internationale Justitie, waar hij van 1929-1945 werkte.
- Op nummer 24 woonde onder andere in 1938 en 1939 barones A.J.L. van Asbeck - barones van Pallandt, hofdame van koningin Wilhelmina;
- Op nummer 25 is de Poolse ambassade, de ingang is aan de Javastraat. In 1938 woonde hier ambassadeur Venceslas Babinski met zijn echtgenote Marie Wadzinska en hun dochter Wanda.
- Nummer 26 is een ontwerp van Q. Wennekers.

## Gebeurtenissen

### Koerden
In 1999 bezetten tientallen aanhangers van de Koerdische Arbeiderspartij (PKK) de residentie van de Griekse ambassadeur in de Alexanderstraat. Zij drongen de woning binnen en gijzelden de aanwezigen. Deze actie maakte deel uit van het protest in diverse Europese landen tegen Griekenland, dat verdacht werd PKK-leider Öcalan aan Kenia te hebben uitgeleverd.

### Rijtoer
De Alexanderstraat ligt vaak op de route van een koninklijke rijtoer, vroeger ook tijdens Prinsjesdag.
In 1954 was Juliana koningin der Nederlanden geworden. Samen met minister-president Drees ontving zij in november keizer Haile Selassie op het Binnenhof. Ook maakte de koningin een rijtoer met haar gast, onder andere door de Alexanderstraat. De keizer logeerde in Hotel Des Indes.